# Chiesa dell'Intercessione della Madre di Dio
La Chiesa dell'Intercessione della Madre di Dio  è una chiesa in stile russo-bizantino situata nel cuore della città di Harbin, in Cina.

## Storia
La chiesa fu fondata nel 1922 ad opera della comunità ortodossa ucraina locale e fu collocata temporaneamente in un seminterrato della "Casa ucraina". Con il crescere dei fedeli, la comunità sentì il bisogno di costruire una chiesa, e nel 1928 le fu assegnato un appezzamento presso il vecchio cimitero cittadino preposto all'uopo. I lavori furono affidati a Julij Petrovič Ždanov, uno degli architetti più noti della città, e la chiesa fu consacrata nel 1930, anno in cui ebbero inizio i lavori.
Nel 1957 le autorità cinesi chiusero i due cimiteri riservati ai russi e trasferirono le loro tombe nell'ultimo cimitero ortodosso di
Huangshan. Con la rivoluzione culturale, nell'agosto 1966 la chiesa venne chiusa per far spazio a un deposito di libri. Si registrarono ingenti danni agli interni: le croci furono abbattute e le iconostasi e altri oggetti furono smantellati. Nel 1983 la chiesa fu riaperta al culto e restaurata.
Per molti anni la chiesa ha visto uno stato di abbandono per via della mancanza di un parroco. Nel 2005 le fu assegnato il parroco sinofono Viktor Gao, ma la nuova comunità russa di Harbin, che non conosceva il cinese, si appellò alle autorità affinché fosse mandato un parroco dalla Russia. Nel 2014 il nuovo parroco della chiesa divenne Aleksandr Yu Shi, che in precedenza aveva studiato in Russia. Tra il 2015 e il 2018, la chiesa è stata oggetto di importanti lavori di restauro.

## Descrizione
L'edificio fu il primo esempio di stile neobizantino in Asia e possiede i classici elementi associati a esso, come cupole, conchiglie, volte e altre strutture spaziali. La chiesa è sormontata da una grande cupola emisferica che è circondata da quattro cupolette poste agli angoli del quadrato del tetto. Vi è inoltre un'altra cupola collegata al complesso situata sul campanile. All'interno della cupola principale vi sono file di vasi incastonati nelle pareti che migliorano l'acustica generale.
Con il restauro intrapreso negli anni '80, le pareti furono ridipinte, nascondendo i colori originali, ma la chiesa fu arricchita con artefatti di rilevante importanza artistica. Sul tetto è rimasta solo una campana tra quelle originarie, di circa 800 kg e prodotta da una delle fabbriche di campane russe più grandi del periodo della rivoluzione russa.